# Hunsdorf
Hunsdorf är en ort i Luxemburg.   Den ligger i distriktet Luxemburg, i den centrala delen av landet, 9 kilometer norr om huvudstaden Luxemburg. Hunsdorf ligger 225 meter över havet och antalet invånare är 413.
Terrängen runt Hunsdorf är platt söderut, men norrut är den kuperad. Hunsdorf ligger nere i en dal.  Runt Hunsdorf är det mycket tätbefolkat, med 1 135 invånare per kvadratkilometer.. Närmaste större samhälle är Luxemburg, 9,4 kilometer söder om Hunsdorf. 
I omgivningarna runt Hunsdorf växer i huvudsak blandskog.